# Rudolf Bäumer (Politiker)
Rudolf Bäumer (* 29. November 1901 in Ennigloh; † 25. September 1973 in Bünde) war ein deutscher Politiker (SPD).

## Leben und Beruf
Nach dem Schulbesuch absolvierte Bäumer eine Lehre als Werkzeugdreher. Nach 1918 engagierte er sich im Deutschen Metallarbeiterverband, dem Vorgänger der IG Metall, wo er die Zahlstelle in Bünde leitete. Nach dem Verbot der Gewerkschaften durch die Nationalsozialisten arbeitete er wieder im erlernten Beruf, von 1943 bis 1945 war er Soldat im Zweiten Weltkrieg.
Von 1945 bis 1953 arbeitete Bäumer als Arbeitsvermittler beim örtlichen Arbeitsamt, bevor er 1953 Geschäftsführer der Konsumgenossenschaft Bünde-Lübbecke wurde.

## Partei
Bäumer war Mitglied der SPD, deren Ortsvorsitzender in Ennigloh er von 1927 bis 1933 und wieder nach 1945 war.

## Abgeordneter
Bäumer war von 1928 bis 1933 und wieder ab 1946 Mitglied der Amtsvertretung von Ennigloh. Er gehörte von 1957 bis 1965 dem Deutschen Bundestag an. Er zog 1957 über die Landesliste Nordrhein-Westfalen der SPD in den Bundestag ein und gewann 1961 das Direktmandat im Wahlkreis Herford-Stadt und -Land. Nachdem er 1959 und 1964 als Bundestagsabgeordneter qua Amt der Bundesversammlung angehört hatte, wählte ihn der NRW-Landtag zum Mitglied der fünften Bundesversammlung, die 1969 mit Gustav Heinemann erstmals einen Sozialdemokraten zum Bundespräsidenten wählte.